# Tal (chanteuse)
Pour les articles homonymes, voir Taloula.
Tal Benyezri, dite Tal, et plus récemment Taloula, née le 12 décembre 1989 à Hadera en Israël, est une chanteuse, autrice-compositrice-interprète franco-israélienne,.
Elle connaît un succès notable en France sous le nom de scène Tal avant d’adopter le pseudonyme Taloula en 2021 pour marquer un tournant artistique vers une carrière anglophone indépendante.

## Biographie

### Enfance et débuts
Tal Benyezri naît le 12 décembre 1989 en Israël. Son prénom signifie « rosée du matin » en hébreu. Sa famille compte de nombreux musiciens : son père et son frère sont compositeurs et sa mère, chanteuse de world music, est connue sous le nom de scène de Sem Azar. Du côté de sa mère, ses grands-parents sont nés au Yémen et, du côté de son père, en Algérie.
Lorsqu'elle est âgée d'un an, sa famille s'installe à Paris. Adolescente, elle apprend à jouer du piano et de la guitare en autodidacte. Ses parents apprécient la musique noire américaine comme la soul et le reggae, ainsi que la pop et le jazz,. Elle est inspirée par des artistes comme Stevie Wonder, Ray Charles, Mariah Carey ou Aretha Franklin ; en parallèle, pendant 4 ans, Tal suit les cours de théâtre de la Compagnie Les Sales Gosses. Elle prend aussi des cours de danse hip-hop et modern jazz pendant cinq ans.
Dès l'âge de 19 ans, Tal commence à chanter dans des pianos-bars à Paris. Elle rencontre l'auteur-compositrice et productrice Laura Marciano, avec laquelle elle signe en 2009 un contrat avec un label de Sony Music. En janvier 2010 sort son premier single, La musique est mon ange. Elle devient aussi l'égérie pour la marque Adidas. En 2011, elle change de manager et se fait manager par Valérie Michelin et Sabine Feutrel. Elle signe un contrat avec la maison de disques Warner Music France. Seulement, quelques semaines après la signature, elle chante en première partie de la chanteuse américaine Alicia Keys, au Palais des congrès de Paris, puis du chanteur français Christophe Maé, au Casino de Paris. Avec l'accord de sa maison de disques, elle diffuse sur YouTube des reprises de Bruno Mars, Jessie J et Rihanna.
Le single On avance, sort en juin 2011. Une version anglophone sous le nom Music Sounds existe également et un album en anglais est alors prévu.

### Le Droit de rêver(2011-2012)
Durant l'été 2011, Tal enregistre les chansons de son premier album qui doit sortir à l'automne 2011. En août 2011 à Saint-Tropez, Thierry Chassagne, PDG de Warner Music France, organise une rencontre avec le chanteur jamaïcain Sean Paul au VIP Room,,. Tal lui fait écouter Waya Waya, qui est à l'origine une chanson prévue pour elle seulement. Cependant, le chanteur apprécie la chanson et accepte d'y participer. Une semaine après leur rencontre, il enregistre ses voix.
À la fin août 2011, la chanteuse dévoile le clip de sa chanson On avance. Le titre atteindra la 29e place des ventes de singles en France,, suivi en novembre par le single Waya Waya avec Sean Paul, au succès plus discret. À la fin novembre 2011, la chanteuse est présélectionnée aux NRJ Music Awards 2012 dans la catégorie « Révélation française de l'année », mais n'est pas retenue parmi les nommés définitifs. La sortie de son premier album Le Droit de rêver, prévue pour le 5 décembre 2011 est repoussée à début 2012. À la place, la chanteuse propose la sortie d'un extended play (EP) intitulé Tal, contenant quatre chansons (On avance, Waya Waya, Man Down et Price Tag).

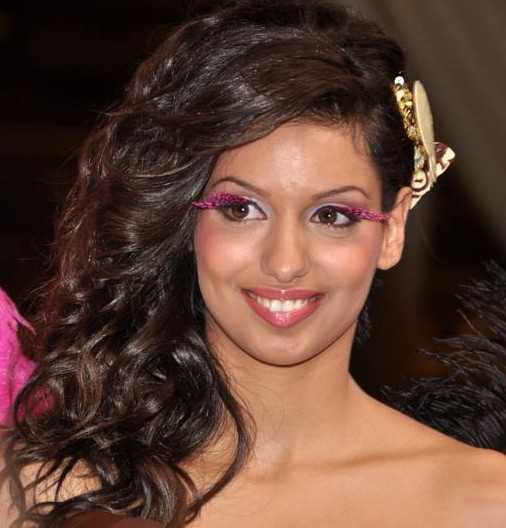
Tal en octobre 2012 au défilé de mode du Salon du chocolat.

Le 30 janvier 2012, elle sort le single Le Sens de la vie en deux versions : l'une avec la participation du rappeur L'Algérino et l'autre en version acoustique,. La chanson devient rapidement un tube, atteignant la 4e place des charts en France, et se classant no 1 en Belgique.
Son premier album Le Droit de rêver, sorti le 16 mars 2012, est généralement bien accueilli par la critique, qui considère que « sans révolutionner la pop-R&B, l'album offre une production honnête et efficace », « ayant la qualité d'être naturelle ». L'album connaît un grand succès, avec plus de 450 000 unités vendues en France ce qui lui permet d'être certifié triple disque de platine, soutenu par les titres Je prends le large et Rien n'est parfait. La chanteuse effectue au cours de l'année des showcases dès le mois de mars et annonce préparer une tournée. Le 21 juin 2012, elle interprète avec M. Pokora pour la Fête de la musique la chanson Hey Ya! d'OutKast,. En juillet, sort un duo avec le rappeur Canardo sur la chanson M'en aller, qui atteint la 12e place des ventes de singles en France,.
En début octobre 2012, est annoncée la sortie de la compilation Génération Goldman à laquelle Tal participe en duo avec M. Pokora sur le titre Envole-moi. La chanson est un succès commercial, atteignant la 5e place des ventes de singles, et permettant à l'album Génération Goldman d'être certifié disque de diamant moins d'un mois après sa sortie. Sur Génération Goldman volume 2, qui paraît huit mois plus tard, elle interprète la chanson Pas toi. Au mois de novembre 2012, Tal dévoile la réédition de son premier album qui comprend un CD et un DVD ainsi que des reprises. Les 18 et 19 décembre 2012, elle effectue ses premiers concerts au Divan du Monde à Paris, et cosigne un appel d'artistes et de personnalités artistiques en faveur du mariage pour tous et du droit d'accès à l'adoption pour les couples homosexuels.
Dès fin 2012, dans une interview avec Charts in France, la chanteuse révèle commencer à faire des maquettes et des démos pour son deuxième album et souhaiter à long terme enregistrer un album en anglais. « Je n'ai ni écrit ni composé sur le premier album Le droit de rêver, là je vais sauter le pas. Je vais composer et co-écrire avec les auteurs. J'ai vraiment envie de m'investir un peu plus », explique-t-elle. Si dans l'interview Tal précise que la productrice et compositrice de son premier album, Laura Marciano ne travaillera pas sur son deuxième album dû à des différents, un démenti est apporté par la suite par la maison de disque et la productrice. En 2016, la relation entre les deux femmes est conflictuelle, sa productrice reproche à Tal d'avoir ruiné sa réputation auprès de jeunes artistes,.
En janvier 2013, Tal est nommée aux Victoires de la musique dans la catégorie « Groupe ou artiste révélation du public » et « Album de musiques urbaines » pour son album Le Droit de rêver. Fin janvier, aux NRJ Music Awards 2013, elle est nommée dans la catégorie « Chanson francophone de l'année » avec Le Sens de la vie, et remporte le prix de la « Révélation francophone de l'année »,.

### À l'InfinietDanse avec les stars(2013-2015)
|                                                          |  |  |
| Flo Rida et Little Mix participent à l'album À l'infini. |  |  |

En juin 2013, Tal sort son nouveau single, Danse, en featuring avec le chanteur Flo Rida, afin de promouvoir son album À l'infini, soutenu par les titres À l'international, Le passé et Marcher au soleil. L'album, sorti le 2 septembre 2013, recevra un triple disque de platine pour ses 350 000 ventes.
À l'automne 2013, elle participe à la quatrième saison de l'émission Danse avec les stars sur TF1, aux côtés du danseur Yann-Alrick Mortreuil, et termine sixième de la compétition.
Le 14 décembre 2013, lors de la cérémonie des NRJ Music Awards 15th Edition, elle est récompensée dans la catégorie artiste féminine francophone de l'année. Elle est également nommée aux Lauriers TV Awards pour sa participation à Danse avec les stars dans la catégorie Personnalités féminines ayant participé à un programme de divertissement.
En mars 2014 sort le documentaire Tal au Cinéma, réalisé par François Goetghebeur, qui présente le concert de la chanteuse ainsi que des images de coulisses. Elle débute alors la tournée À l'infini Tour, pour laquelle elle assure six représentations au Palais des sports ainsi qu'une date au Zénith de Paris.
Le 27 mai 2014, lors de la cérémonie des World Music Awards à Monaco, elle remporte le trophée de l'Artiste féminine française ayant vendu le plus de disques en 2013. Le 13 décembre 2014, elle remporte pour la deuxième année consécutive le trophée de l'artiste féminine francophone de l'année aux NRJ Music Awards 2014.
Après avoir fait une apparition dans les séries Plus belle la vie et Nos chers voisins, elle effectue une tournée acoustique, incluant quatre dates au Casino de Paris du 27 au 30 mars 2015.

### L’évolutifTal(2016-2017)
Le 28 octobre 2016, Tal publie son troisième album, simplement intitulé TΛL. Cet opus, conçu comme une invitation au voyage, marque un tournant dans sa carrière : il est plus personnel, introspectif et révèle un désir de s’émanciper artistiquement. Les sonorités évoluent vers une pop plus urbaine et moderne, avec des influences électroniques.
L’album comprend des titres comme Are We Awake, Des fleurs et des flammes, Le temps qu’il faut, ou encore D.A.O.W. (Dance All Over the World). Moins orienté vers les tubes radios, ce disque témoigne de la maturité grandissante de l’artiste et d’un besoin d’expression plus profond. Il est souvent considéré par les critiques et les fans comme son œuvre la plus authentique avant sa transformation artistique et est certifié disque de platine avec 100.000 exemplaire vendus le 31 janvier 2017.
Pour promouvoir cet album, elle lance sa tournée TΛL en concert en 2017, une série de concerts plus réduit, mais volontairement plus intimiste. La tournée passe par des théâtres à travers la France et la Suisse, renforçant ainsi sa présence sur la scène musicale francophone, dans une ambiance plus acoustique et personnelle. Cette configuration reflète le virage introspectif pris par la chanteuse à cette époque.

### Juste un rêve(2018-2019)
Le 8 juin 2018, Tal dévoile Juste un rêve, son quatrième et dernier album sous le nom de Tal. Décrit comme « une respiration de bonheur », ce disque explore encore davantage des sonorités R&B et contemporaines.
Le single Mondial, dévoilé à l’occasion de la Coupe du Monde de football, véhicule un message positif et universel. Il sera suivi de trois autres singles : Juste un rêve, ADN et L'amour me donne des ailes.
Bien que cet album ne soit pas accompagné d’une tournée, Tal interprète Mondial lors de plusieurs émissions télévisées, notamment sur Touche pas à mon poste, Les années bonheur et 300 chœurs pour les fêtes, assurant ainsi sa promotion médiatique.

### Transition vers Taloula(Depuis 2020)
En mars 2020, Tal annonce qu’elle n’est plus sous contrat avec Warner Music France et qu’elle travaille sur un EP en anglais . En juin 2021, elle adopte le nom de scène Taloula pour marquer un nouveau chapitre dans sa carrière artistique. Sous ce nouveau pseudonyme, elle dévoile le single Keep On Tryin (traduction : Continuons d'essayer), un titre entièrement en anglais qui reflète son évolution vers des sonorités plus soul et R&B, sorti sous son nouveau label. Elle s’installe à Londres pour se rapprocher de la scène musicale internationale et fonde son propre label, Morning Dew Music.
En novembre 2021, Taloula sort un deuxième single, Find My Way, et annonce la sortie de son EP : The Evolution of Taloula le 17 décembre 2021. Ce projet marque une étape importante dans sa carrière, illustrant sa transition vers une artiste indépendante et anglophone. Elle se produit alors dans plusieurs salles de la capitale britannique, ainsi qu’à Hambourg, en Allemagne.
En novembre 2023, Taloula sort son premier album complet, T.E.O.T II (The Evolution of Taloula Part II), qui explore des sonorités R&B et soul, avec des textures psychédéliques. L’album est co-produit par Taloula elle-même et comprend des collaborations avec des artistes tels que Linden Jay et Prash ‘Engine-Earz’. Le premier single de cet album, Danger, témoigne de son engagement à évoluer artistiquement tout en restant fidèle à ses racines musicales.

## Environnement artistique
La musique de Tal provient de différents styles musicaux dont le R&B, des éléments de reggae, de dancehall, le tout avec des éléments musicaux « orientalisants »,,. Sur son premier album, les thèmes abordés le sont essentiellement avec des textes fédérateurs et optimistes et une volonté de transmettre des messages de paix et de fraternité,,. Dans les chansons On avance et Le Sens de la vie, elle incite à aller de l'avant et à croire en des jours meilleurs,. Elle aborde l'indépendance des femmes sur la chanson Toutes les femmes. Sur Oublie, Tal entonne « Oublie les larmes d'hier, quand la nuit tu rejoues la scène, et que tu as de la peine./Demain est un autre univers remplis de lumière. » pour dire que lorsque l'on est au plus bas, il faut se reprendre,. Enfin, sur la chanson Allez laisse-toi aller, où elle aborde les dangers des réseaux sociaux, elle chante « Sur la toile on se dévoile un peu trop […]/On a des milliers d'amis qui nous aiment en laissant des commentaires à la chaîne/Mais sur lesquels peut-on compter ? »,. Avec son deuxième album À l'Infini, la chanteuse confirme les thèmes du premier album tels que l'amour parfait, l'importance de ne pas rester prisonnier du passé, d'avancer et avoir une quête humaniste,.
Proche de ses racines orientales, Tal effectue, lors de ses concerts, des danses empruntées au reggae et à la traditions des danses orientales durant les passages instrumentaux de certaines de ses chansons (Le Passé, Out of Stress).[réf. nécessaire]

## Philanthropie
- En septembre 2011, la chanteuse contribue au Collectif Paris Africa afin de lutter contre la famine en Afrique. Elle enregistre avec 60 artistes la chanson Des ricochets et l'album Collectif Paris-Africa pour l'Unicef qui sort en décembre[58].
- Elle participe à la troupe des Enfoirés de l'association caritative des Restos du cœur de 2013 à 2019[59].

## Discographie

### En tant que Tal
- 2012 : Le Droit de rêver
- 2013 : À l'infini
- 2016 : TΛL
- 2018 : Juste un rêve

### En tant que Taloula
- 2021 : The Evolution of Taloula (EP)
- 2023 : T.E.O.T II

## Tournées
| Année(s)        | Nom                        | Dates           | Album soutenu     |
| Première partie | Première partie            | Première partie | Première partie   |
| --------------- | -------------------------- | --------------- | ----------------- |
| 2011            | On trace la route          | 1               | Le Droit de rêver |
| 2011            | Set the World on Fire Tour | 5               | Le Droit de rêver |
| Tête d'affiche  |                            |                 |                   |
| 2014            | À l'infini Tour            | 100             | À l'infini        |
| 2015            | Acoustic Tour              | 43              | À l'infini        |
| 2017            | Tal En Concert             | 85              | Tal               |
| Concert unique  |                            |                 |                   |
| 2024            | Taloula Show               | 1               | T.E.O.T II        |

## Filmographie
- 2014 : Tal au cinéma
- 2014 : Plus belle la vie : elle-même (Épisodes 2577/2578 et 2583/2584)
- 2014 : Nos chers voisins : Un Noël presque parfait : Sarah, la cousine d'Issa.
- 2018 : Alad'2 (film) : elle-même
- 2018 : Munch (Saison 2, épisode 6) : Marine Guillou

### Doublage
- 2014 : La Grande Aventure Lego : Cool-Tag[60]
- 2019 : La Grande Aventure Lego 2 : Cool-Tag

## Émissions de télévision
- 2012 : E-classement sur W9 : animatrice une fois
- 2013-2014 : Samedi soir on chante … sur TF1 : membre de la troupe
- 2013 : Danse avec les stars (saison 4) sur TF1
- 2016 : W9 d'or sur W9 avec Erika Moulet et Jérome Anthony : animatrice en coulisse
- 2017 : Danse avec les stars : Le grand show sur TF1
- 2019 : Baby-sitter sur Gulli : star incognito